# Nicolas Chamfort

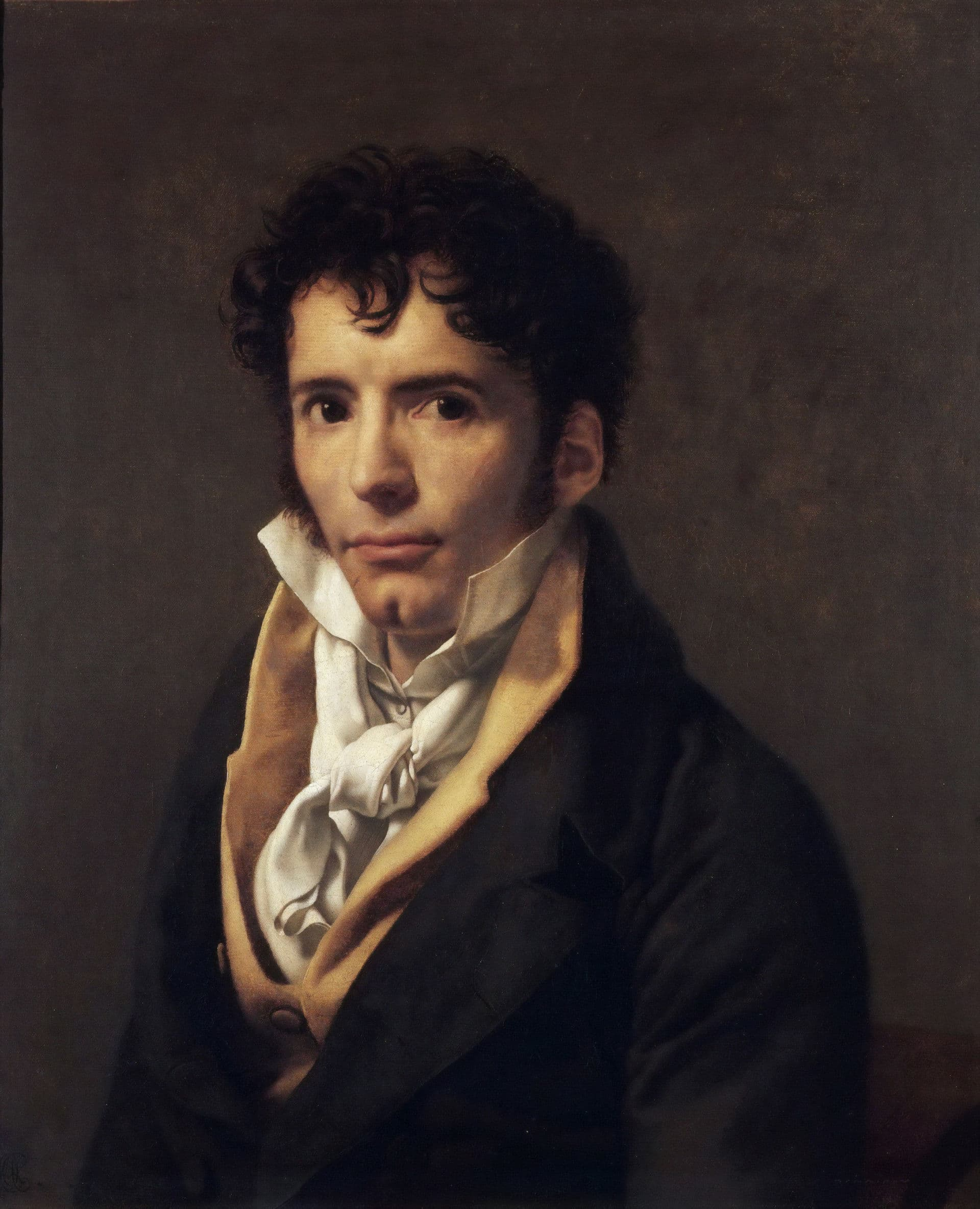
Sébastien-Roch Nicolas de Chamfort, Bild des Erwachsenen

Nicolas Chamfort, geboren als Sébastien-Roch Nicolas (* 6. April 1741 in Clermont, Auvergne; † 13. April 1794 in Paris) war ein französischer Moralist in der Zeit der Aufklärung und der Französischen Revolution.

## Leben und Wirken
Chamfort entstammte der Beziehung zwischen einer Adligen und dem örtlichen Dompfarrer. Seine Mutter überließ ihn gleich nach seiner Geburt dem Lebensmittelhändler François Nicolas und seiner Frau, deren eigenes Kind kurz zuvor gestorben war.

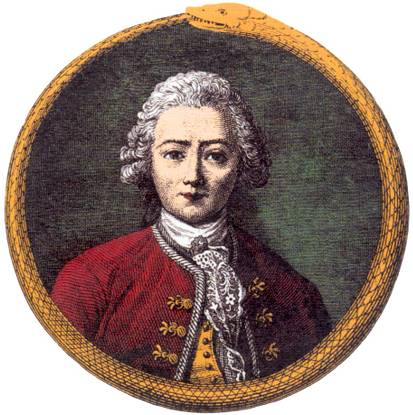
Nicolas Chamfort

Er ging als junger Mann zur Ausbildung in die Hauptstadt. Das Collège des Grassins, dessen Besuch ihm seine leibliche Mutter ermöglicht hatte, verließ er mit dem Titel eines Abbés, wollte aber den geistlichen Stand nicht zu seinem Beruf machen. Stattdessen wirkte er als Hauslehrer, zuerst 1761 in Köln, später in Paris.
Bereits mit 24 Jahren hatte Chamfort auf den Pariser Bühnen 1764 Erfolg mit seiner Komödie La jeune Indienne (Die junge Inderin), der das damals beliebte Thema des Gegensatzes zwischen dem Natur- und dem Kulturzustand zugrunde lag. Nachdem er durch akademische Preis-Reden, die der Éloge de Molière (1769), Éloge de Lafontaine (1774) und wiederholt weitere Preise gewonnen hatte, erhielt er durch seine größte dichterische Leistung, die Tragödie Mustapha et Zéaugir (1778) die Gunst der Königin Marie-Antoinette und zugleich den Beifall des Hofes. In diesem Stück geht es um Bruderliebe, die in tragischer Weise endet.
Chamfort erhielt in der Folge eine jährliche Pension von 1200 Francs, wurde Sekretär des Prinzen von Condé und 1781 Mitglied der Académie française.
Während der Revolution versuchte Chamfort, den unterschiedlichen Strömungen zu folgen, prägte Parolen und schrieb Reden. Unter anderem soll der Titel für Emmanuel Joseph Sieyès’ berühmte Flugschrift Qu’est-ce que le Tiers État ? (Was ist der Dritte Stand?) auf ihn zurückgehen. Laut Mirabeau formulierte er die ebenfalls berühmt gewordene „Rede gegen die Akademien“. Chamfort wird auch der Ausspruch guerre aux châteaux, paix aux chaumières (Krieg den Palästen, Friede den Hütten) zugeschrieben, den er dem Revolutionsheer als Wahlspruch auferlegte. Erst später, im Jahr 1834, wurde die Wendung durch Georg Büchner in seiner politischen Flugschrift Der Hessische Landbote in Deutschland berühmt.
Unter der Vorherrschaft der Girondisten wurde er Vorsteher der Nationalbibliothek. Während der Monate der Schreckensherrschaft unter Maximilien de Robespierre brachte ihn eine Denunziation ins Gefängnis. Erst nachdem er seine Freunde, die Girondisten, verleugnet hatte, wurde er wieder auf freien Fuß gesetzt. Als er erneut von Verhaftung bedroht war, kam er dieser durch einen Suizidversuch zuvor, an dessen Folgen er am 13. April 1794 starb.

## Werke
- Produits de la Civilisation perfectionnée. Maximes et pensées, caractères et anecdotes. In: Œuvres complètes, herausgegeben von Ginguené, Paris 1795
  - Auswahl. Übers. Ralph-Rainer Wuthenow: Früchte der vollendeten Zivilisation. Maximen, Gedanken, Charakterzüge. Frz.-dt. Reclam, Stuttgart 1977 ISBN 3-15-009864-5
  - Ein Wald voller Diebe: Maximen, Charaktere, Anekdoten. Die Andere Bibliothek, Greno, Nördlingen 1987 ISBN 3-891902-31-X
  - Übers. Fritz Schalk: Französische Moralisten: François de La Rochefoucauld, Vauvenargues, Montesquieu, Chamfort. detebe Klassiker 22791, Diogenes, Zürich 1995, S. 345–597 (Interpretationen dazu S. 602–638)
- Mustapha et Zéangir, Trauerspiel, 1776
- Éloge de La Fontaine, 1774
- Le marchand de Smyrne, Lustspiel, 1770
- Éloge de Molière, 1769
- (Hrsg. mit anderen) Le Grand Vocabulaire françois. 30 Bände. Charles-Joseph Panckoucke, Paris und Amsterdam 1767–1774.
- La jeune Indienne, Lustspiel, 1764

## Sekundärliteratur
- A. Reissig: Sébastien-Roch-Nicolas Chamfort. Ein Schriftsteller aus der französischen Revolutionszeit. Zeitschrift für neufranzösische Sprache und Literatur, vol. 5, 1883, S. 244–255: Volltext – auf JSTOR.
- Renato Fondi: Chamfort, Florenz 1916
- Renate List-Marzolff: Sebastien-Roch Nicolas Chamfort. Ein Moralist im 18. Jahrhundert, München 1966.
  - Rezension von Raimund Theis: In: Romanische Forschungen, vol. 79, no. 3, 1967, pp. 408–411. Volltext – auf JSTOR.
- Claude Arnaud: Chamfort. Die Frauen, der Adel und die Revolution [mit einem Anhang von siebzig bisher unveröffentlichten oder nie nachgedruckten Maximen, Anekdoten, Aussprüchen und Dialogen], Berlin 2007, ISBN 978-3-88221-875-6
- Hans Peter Balmer: Condicio humana oder Was Menschsein besage. Moralistische Perspektiven praktischer Philosophie. readbox unipress, Münster 2018, S. 179–194, ISBN 978-3-95925-067-2. (Open-Access: https://nbn-resolving.de/urn:nbn:de:bvb:19-epub-41154-9)
- Volker Harry Altwasser: Glückliches Sterben – Volker Harry Altwassers Roman über Bruno Franks Bericht, in dem Chamfort seinen Tod erzählt, Berlin 2014, ISBN 978-3-88221-197-9